# Salpa
Salpa (Sarpa salpa) är en fisk i familjen havsrudefiskar som lever i saltvatten, även om den kan gå in i brackvatten.

## Utseende
En långsträckt fisk med ett 10-tal gula längsgående ränder. Den har en svart fläck just framför bröstfenan. Ryggfenan är lång, och har 11 till 12 taggstrålar följda av 14 till 17 mjukstrålar; motsvarande förhållande för analfenan är 3 taggstrålar och 13 till 15 mjukstrålar. Sidolinjen är mörk.
 Vanligtvis blir den omkring 30 cm lång, men den kan bli upp till 51 cm.

## Vanor
Salpan är en stimfisk som lever ner till 70 meters djup över klipp- och sandbotten med algväxt. Arten är hermafrodit som börjar sitt liv som hane. Ungfiskarna lever till största delen av kräftdjur, för att som äldre gå över till en vegetarisk diet på sjögräs.

## Utbredning
Arten lever i östra Atlanten från Biscayabukten via Medelhavet, Madeira, Kanarieöarna och Kap Verdeöarna till Sydafrika. Den har påträffats i Danmark.

## Kommersiell användning
Ett mindre fiske bedrivs, men köttet mjuknar snabbt och är inte mycket uppskattat. Viss användning har den även som betesfisk.